# Ervanduni
Els Ervanduni o Eruandhuni van ser una família de nakharark (nobles) d'Armènia amb feu hereditari al districte d'Haiots Tzor, a la província de Baspracània. La dinastia era d'origen oròntida. El seu territori es va dir Ervandunik i estava situat a l'est del llac Van i al nord de l'Andzevatsik a Baspracània
Cap a l'any 450 estaven dirigits per Nerseh Ervanduni. Desapareixen després de la revolta nacional armènia de l'any 451 on Vardanes II Mamiconi es va aixecar contra el rei Isdigerdes II.